# ريفردانس

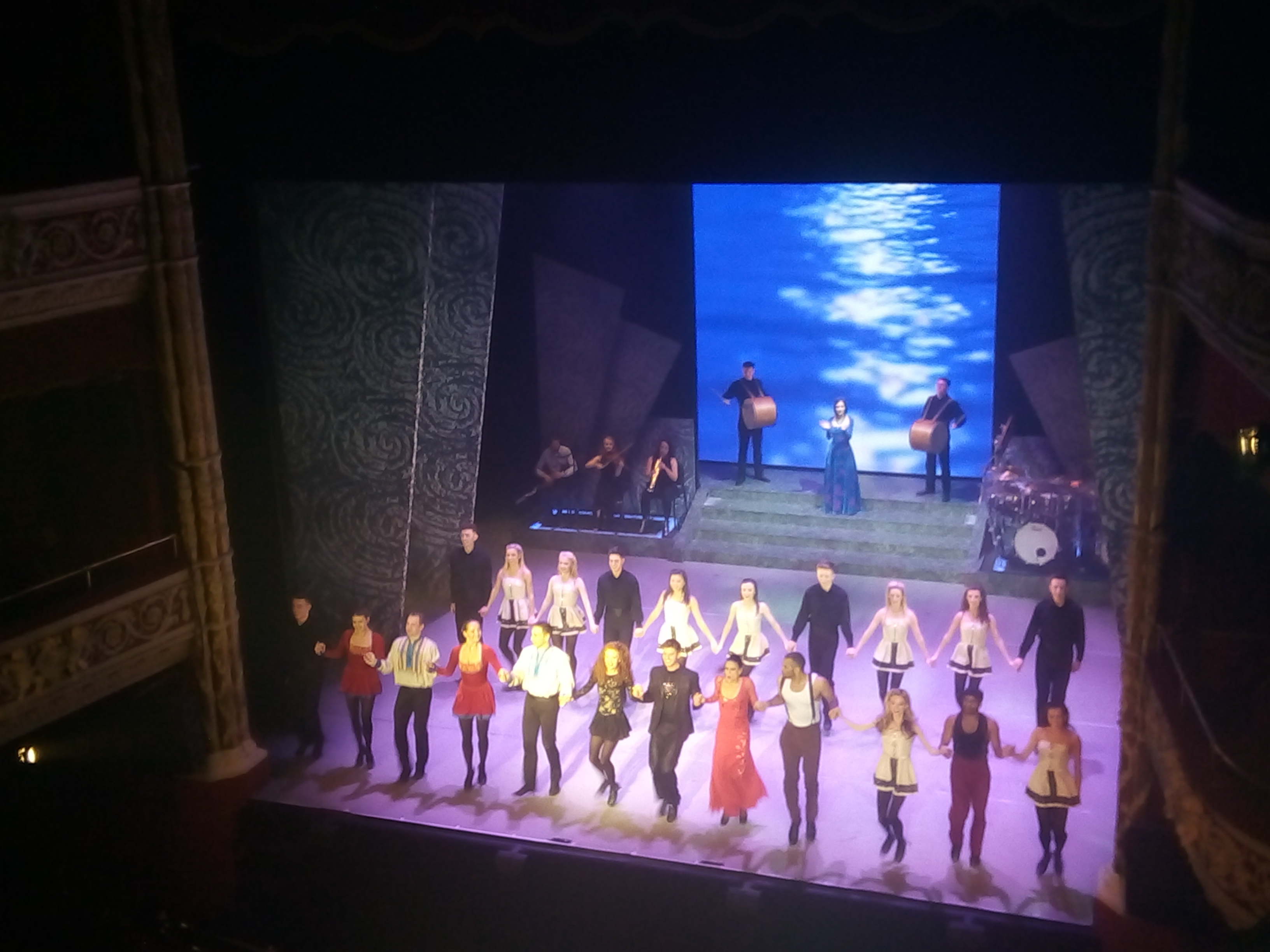

ريفردانس (بالإنجليزية: Riverdance)‏ هو عرض مسرحي غنائي من الموسيقى الأيرلندية التراثية والرقص من تأليف بيل ويلان وقد تم عرضه في مسابقة الأغنية الأوروبية 1994، وقد تم عرض مشاهير رقص أيرلنديين مثل جان باتلر ومايكل فلاتلي مع غناء فرقة أنونا.